# Hammarsjötjärnarna (Hede socken, Härjedalen, 690607-135920)
Hammarsjötjärnarna är en sjö i Härjedalens kommun i Härjedalen och ingår i Ljusnans huvudavrinningsområde. Sjön har en area på 0,0837 kvadratkilometer och ligger 864,2 meter över havet.

## Delavrinningsområde
Hammarsjötjärnarna ingår i det delavrinningsområde (690415-135708) som SMHI kallar för Inloppet i Hammarsjön. Medelhöjden är 883 meter över havet och ytan är 20,44 kvadratkilometer. Det finns inga avrinningsområden uppströms utan avrinningsområdet är högsta punkten. Rosseln som avvattnar avrinningsområdet har biflödesordning 3, vilket innebär att vattnet flödar genom totalt 3 vattendrag innan det når havet efter 328 kilometer. Avrinningsområdet består mestadels av skog (26 procent), sankmarker (14 procent) och kalfjäll (52 procent). Avrinningsområdet har 1,63 kvadratkilometer vattenytor vilket ger det en sjöprocent på 8 procent.